# Fuzarioza łubinu
Fuzarioza łubinu – zbiorcza nazwa chorób łubinu wywołanych przez gatunki grzybów: Fusarium oxysporum f. sp. lupini, Fusarium avenaceum, Fusarium graminearum i Fusarium bulbigenum. Są to jedne z najniebezpieczniejszych chorób łubinu, przy czym najbardziej wrażliwy na nią jest łubin wąskolistny.
Infekujące grzyby są przyczyną fuzaryjnej zgorzeli łubinu i fuzaryjnego więdnięcia łubinu.
Jako pierwsze objawy choroby w trakcie wschodu wskazuje się: brązowienie oraz zamieranie kiełków, a także podstaw łodyg siewek. Na terenie plantacji widoczne są obszary pozbawione roślin, puste. W okresie kwitnienia pojawia się więdnięcie, nasilające się szczególnie w okresach suchych i ciepłych.
Chorobę można rozpoznać po rozkrojeniu nożem łodygi. Rośliny porażone na przekroju łodygi mają zbrunatniałe wiązki przewodzące.
Aktualnie nie ma zarejestrowanych środków chemicznych do zwalczania fuzarioz.